# Ante Tresić-Pavičić

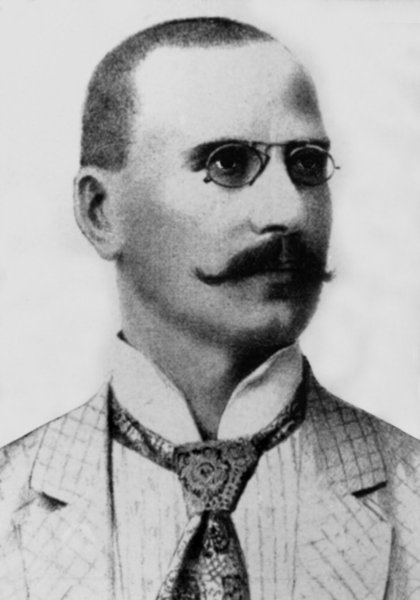
Ante Tresić Pavičić

Ante Tresić Pavičić (Vrbanj, Lesina, 10 luglio 1867 – Spalato, 27 ottobre 1949) è stato uno scrittore, politico e diplomatico croato dalmata.

## Biografia
Termina l'Accademia militare nella città natale e più tardi prosegue gli studi a Spalato, Zara, Vienna e Kotor.
Studiò filosofia, storia e geografia all'Università di Vienna e intraprese la carriera di scrittore e politico.
Nel 1904, Tresić Pavičić venne eletto membro del Consiglio imperiale d'Austria-Ungheria in rappresentanza del suo paese natale, il Regno di Dalmazia.
Dopo lo scoppio della prima guerra mondiale, venne internato insieme ai fratelli Prvislav e Ivo Grisogono e allo scrittore Niko Bartulović per le loro idee politiche a favore dello Jugoslavismo rispetto alla conservazione dell'Impero austro-ungarico.
Negli ultimi giorni della guerra si unì al Consiglio nazionale degli sloveni, croati e serbi, sostenendo l'unificazione politica degli slavi meridionali.
Dopo la fine della guerra, lo scioglimento dell'Impero austro-ungarico e la nascita del Regno dei Serbi, Croati e Sloveni, Tresić Pavičić entrò nel servizio diplomatico del nuovo Stato. Dal 1919 al 1927, lavorò come diplomatico a **Madrid e Washington, DC** prima di ritirarsi a **Spalato**.
Scrisse i suoi primi lavori sotto lo pseudonimo di Mosorski guslar**. Sotto l'influenza del neoclassicismo di Giosuè Carducci, cercò di introdurre l'antica metrica classica e si oppose all'affermazione del modernismo.
Raggiunse l'apice della sua poesia con stati d'animo malinconici e impressionistici che superano la poesia occasionale, per lo più utilitaristica, incentrata su temi politici e filosofici, di quest'ultimo.
Molto stimato come scrittore di diari di viaggio.
Le sue osservazioni, tratte da un viaggio dalla Croazia al continente nordamericano, si basano sulla tradizione della poesia croata più antica Petar Zoranić e Petar Hektorović, ma anche sui classici mondiali (Orazio, Virgilio, Dante). Lavorando principalmente nel periodo moderno, raggiunse i suoi risultati più preziosi nelle forme liriche chiuse e rilegate, precedendo Vladimir Nazor, Antun Gustav Matoš e Vladimir Vidrić, ma nella maggior parte della sua ricca opera rimase un neoclassicista conservatore, il più importante sostenitore dello storicismo nella letteratura croata, con un forte desiderio di dimostrare erudizione e convinzioni politiche.
L'8 marzo 2017 l'Accademia croata delle scienze e delle arti ha ricevuto la sua eredità, che in futuro sarà conservata nell'Archivio dell'Accademia croata delle scienze e delle arti a Zagabria come donazione della nipote Ljubica Tresić Pavičić: Sig.ra Vesna Tresić Pavičić: Opere letterarie manoscritte e materiali d'archivio.

## Opere
- Glasovi s mora jadranskoga (1891)
- Izgubljeni ljudi (1893)
- Nove pjesme (1894)
- Ljutovid Posavski (1894)
- Simeon Veliki (1897)
- Pobjeda kreposti (1898)
- Katarina Zrinjska (1899)
- Gjuli i sumbuli (1900)
- Moć ljepote (1902)
- Valovi misli i čuvstava (1903)
- Sutonski soneti (1904)
- Finis reipublicae (1909) le due prime parti sono apparse in autoversioni italiane: L'esilio di Cicerone, Trieste 1931; Divo Giulio Bruto e Porzia, Milano 1931); Hirud (1910, Erode) [8].
- Plavo cvieće (1928)
- Gvozdansko (1940, pubblicato nel 2000),in cui ripercorre l'intera storia della Croazia fino al XVI secolo.
- Sudbina izdajice

## Diari
- Po Lici i Krbavi, 1895
- Po Bosni i Hercegovini, 1896
- Po moru, 1897
- Poleti okolo Biokova, 1902
- Po Ravnim kotarima, 1906
- Preko Atlantika do Pacifika, 1907